# Sankt Stefan ob Leoben
Sankt Stefan ob Leoben là một đô thị thuộc huyện Leoben bang Steiermark, nước Áo. Đô thị Sankt Stefan ob Leoben có diện tích 78,72 km², dân số thời điểm cuối năm 2008 là 2062 người.